# Schizopetalon tenuifolium
Schizopetalon tenuifolium là một loài thực vật có hoa trong họ Cải. Loài này được Phil. miêu tả khoa học đầu tiên năm 1892.